# Čutilni receptor
Čutilni ali senzorični receptor je struktura v živčnem sistemu, ki prepozna dražljaj iz okolice ali znotraj organizma in ga pretvori v elektrokemični potencial. Ta se nato v obliki akcijskih potencialov prenese do efektorskih celic ali ustreznih centrov v osrednjem živčevju.
Po zgradbi so lahko receptorji vzdražni deli celične membrane ali posamezne čutilne celice, povezane z nevroni. Skupina takih celic s pripadajočimi podpornimi celicami je čutilni organ, pogosto pa so čutilni receptorji tudi samostojni. Po načinu pretvorbe dražljaja ločimo primarne in sekundarne čutilne celice; ob prisotnosti dražljaja pride v vzdražnem delu receptorske celice do depolarizacije, ki je posledica odpiranja kanalčkov v membrani in toka pozitivno nabitih ionov v notranjost celice. To je senzorični potencial, ki pri primarnih senzoričnih celicah povzroči nastajanje akcijskih potencialov na bazi aksona (na aksonskem stožcu), pri sekundarnih pa samo sproščanje živčnih prenašalcev in posledično vzdraženje povezanega nevrona. Meja, ob kateri pride do tvorbe akcijskih potencialov, je vzdražni prag.

## Razvrstitev po adekvatnem dražljaju
Adekvatni dražljaj je modalnost dražljaja, za katero je receptor namenjen.
- elektroreceptorji se odzivajo na električno polje. Primer so Lorenzinijeve ampule, ki se sicer odzivajo tudi na slanost in temperaturo.

- baroreceptorji se odzivajo na pritisk
- kemoreceptorji se odzivajo na ustrezne kemijske spojine
- hidroreceptorji se odzivajo na spremembe vlažnosti
- mehanoreceptorji se odzivajo na mehansko napetost ali raztezanje
  - proprioceptorji na podlagi raztezka posredujejo informacijo o položaju delov telesa
- nociceptorji se odzivajo na poškodbe tkiva, kar vodi k občutku bolečine
- osmoreceptorji se odzivajo na osmolarnost tekočin (npr. v hipotalamusu)
- fotoreceptorji se odzivajo na svetlobo
- termoreceptorji se odzivajo na temperaturo, različni tipi na vročino, mraz ali oboje.

Z dovolj močnim dražljajem določene modalitete lahko vzdražimo tudi receptorje drugih tipov. Tako se ob hudem mrazu pri človeku poleg termoreceptorjev aktivirajo tudi nocireceptorji, posledica česar je občutek bolečine. Tak dražljaj je neadekvaten dražljaj s stališča nocireceptorjev.